# Tázlár
Tázlár là một thị trấn thuộc hạt Bács-Kiskun, Hungary. Thị trấn này có diện tích 73,38 km², dân số năm 2010 là 1752 người, mật độ 24 người/km².